# Bulbophyllum cernuum
Bulbophyllum cernuum là một loài phong lan thuộc chi Bulbophyllum.